# AGL Energy
AGL Energy ist ein australisches Unternehmen und für Endkunden der größte australische Anbieter von Gas und Elektrizität, mit über sechs Millionen Kunden. Der Unternehmenssitz liegt in St Leonards, im North Sydney Council. AGL Energy ist im australischen Aktienindex S&P/ASX 50 gelistet.
Gegründet wurde das Unternehmen als Australian Gas Light Company in Sydney im Jahre 1837.  Nach einer Serie von Umstrukturierungen, zusammen mit dem Unternehmen Alinta im Jahr 2006, nahm die Nachfolgerfirma den heutigen Namen AGL Energy an.  In den vergangenen Jahren hat das Unternehmen in erneuerbare Energien investiert wie Windfarmen und ein Wasserkraftwerk in Victoria’s High Country.
Das Management von AGL Energy arbeitete eng mit der australischen Regierung unter Premierminister Scott Morrison zusammen.
Nach der Parlamentswahl am 21. Mai 2022 kam es zu einem Regierungswechsel: Anthony Albanese (Australian Labor Party) wurde zum Premierminister gewählt.
Am 6. Juni 2022 erlitt das Management von AGL eine Niederlage; Vorstandschef Graeme Hunt und der Vorsitzende des Aufsichtsgremiums, Peter Botten, traten zurück.
Der Milliardär Mike Cannon-Brookes will zeigen, dass es möglich ist, den Kohleausstieg um mindestens zehn Jahre vorzuziehen.